# Börshuset

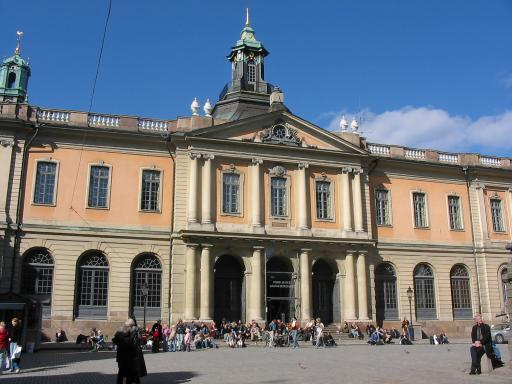
Edificio de la Bolsa, desde la parte sur.

El edificio de la Bolsa, o Börshuset, en sueco, situado en la ciudad vieja de Estocolmo Suecia es un edificio que originalmente fue edificado, y aún es propiedad, de la Academia Sueca. La Academia utiliza el edificio en sus reuniones, tal como la que tiene lugar con ocasión de la selección y anuncio del nombre de los ganadores del Premio Nobel de Literatura. Sin embargo, se identifica popularmente con el nombre de quien normalmente hace uso del edificio: «la Bolsa de Estocolmo».
El edificio también alberga el museo del Premio Nobel.